# Ngũ vị tử nam
Không nhầm với dây nắm cơm có tên khoa học là Kadsura coccinea.
Ngũ vị tử nam (danh pháp: Kadsura longipedunculata), đôi khi cũng gọi là na leo hay dây nắm cơm là một loài thực vật có hoa trong họ Schisandraceae. Loài này được Finet & Gagnep. miêu tả khoa học đầu tiên năm 1906.